# Medium coeli

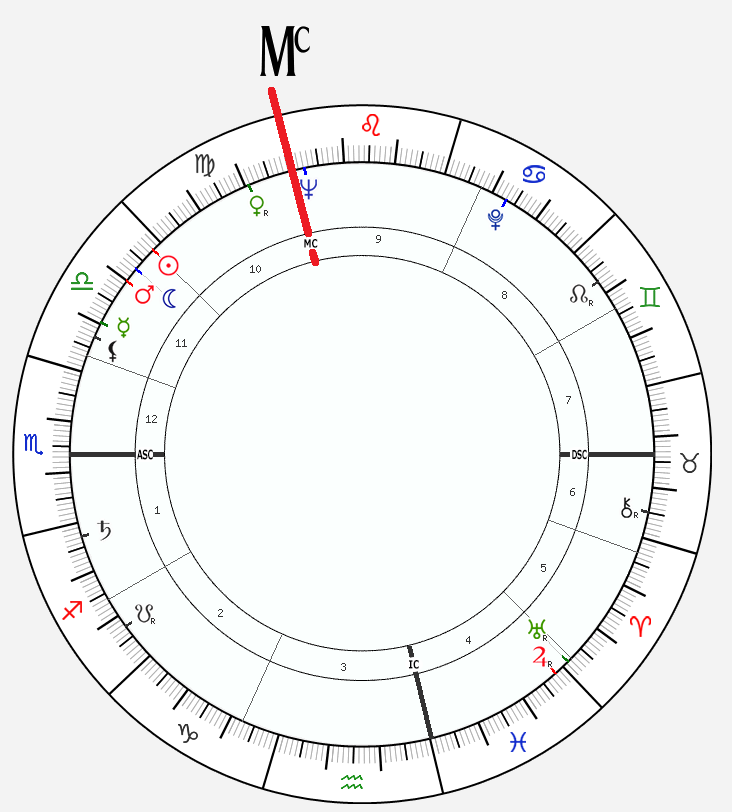
Esempio di Medium Coeli in Vergine nel tema natale dell'allenatore di calcio Enzo Bearzot

Il medium coeli, detto anche medio cielo o zenit, è la direzione direttamente superiore in verticale a una particolare località geografica. In astrologia, è definito come il punto più alto del cielo rispetto a un determinato luogo al momento della nascita di un individuo. In modo più complesso, esso è il punto più alto d'intersezione tra l'asse del meridiano del luogo di nascita con l'eclittica solare. Il simbolo del medium coeli è Mᶜ.
Rappresenta la cuspide o punto iniziale della decima casa dello Zodiaco. È collegato al decimo segno zodiacale, il Capricorno, ed al pianeta che lo governa, Saturno.
In astrologia la decima casa rappresenta l'immagine sociale, la carriera, i successi, gli obiettivi, l'ambizione lavorativa e personale. In un tema natale è considerato il punto più importante dopo l'ascendente.
Il segno in cui si trova il medium coeli indica le aspirazioni, la reputazione e i talenti lavorativi dell'individuo, nonché il genere di persone che maggiormente suscitano la sua ammirazione. La presenza di pianeti in decima casa non significa successo assicurato, ma solo una tendenza a favorire il lavoro e la carriera nella propria vita, con grandi probabilità di successo ma a discapito di altri aspetti quali famiglia o amicizia. Il segno a cui appartiene la decima casa è sempre compreso tra il secondo e il quarto segno precedente il proprio ascendente.
| Controllo di autorità | LCCN (EN) sh97002189 · J9U (EN, HE) 987007556554705171 |